# Villa Capra Barbaran
Villa Capra, Barbaran, Colleoni, Rigoni-Cestonaro è una villa veneta risalente al XVII-XVIII secolo, su preesistenze, situata nella frazione di Santa Maria di Camisano Vicentino (provincia di Vicenza).

## Storia
L'area su cui sorge villa Capra un tempo apparteneva alla famiglia da Porto. Il 2 marzo 1601 Orazio da Porto vendette il fondo agricolo e l'originario complesso di edifici a Ottaviano e Camillo Capra. Il corpo padronale attuale fu eretto nel 1672 per volontà del conte Orazio Capra. Tale edificio è attribuito, insieme alla barchessa, a Carlo Borella o a Baldassare Longhena. 
Al 1728 sono datate la foresteria, la cappella, l'arco d'ingresso alle cedraie e la colombara, per le quali Giulio Fasolo fornisce il nome di Francesco Muttoni. Al contrario Renato Cevese individua la paternità di tali opere in un architetto non vicentino, da lui individuato in Gerolamo Frigimelica. In entrambi i casi mancano evidenze documentarie e le attribuzioni si basano su ipotesi stilistiche e sulla somiglianza con altre opere certe dei due architetti, anche se sembra ormai prevalere l'attribuzione al Frigimelica.
Nel corso del XX secolo il complesso cadde in stato di grave decadenza: il giardino fu distrutto, le statue vendute, e l'interno della villa fu deturpato con la costruzione di solai intermedi nelle due stanze d'angolo anteriori per creare due piani e la conseguente aperture di quattro finestrelle. Lo stato di degrado e abbandono persiste, malgrado alcuni lavori di ristrutturazione iniziati nel 2004 con il patrocinio dell'Istituto Regionale Ville Venete che portarono all'eliminazione dei solai intermedi e alla chiusura delle quattro finestre che deturpavano la facciata.
Il complesso è di proprietà mista pubblica-privata: il corpo padronale è di proprietà della Regione Veneto, mentre le restanti parti del complesso sono divise tra vari proprietari privati.

## Descrizione
Il complesso architettonico è situato in campagna, nella frazione di Santa Maria in prossimità dell'omonima chiesa. L'insieme degli edifici che compongono il complesso è costituito dal corpo padronale, dalla foresteria e annessa cappella, dalle barchesse, dalla cedraia e dalla colombara, collocata in posizione isolata a sud della villa.
La parte centrale della villa è caratterizzata da una loggia composta da sei colonne ioniche giganti, abbinate alle estremità, che sorreggono una trabeazione leggermente aggettante. L'accesso alla loggia è garantito da una scala che si apre in corrispondenza dell'intercolumnio centrale. In asse con essa, al centro della parete prospiciente la loggia, si trova, entro nicchia, una statua raffigurante Giove. Le due ali laterali sono segnate da quattro finestre per lato molto distanziate tra loro, due al piano nobile e due al secondo piano decorate da una semplice cornice. 
L'interno, in corrispondenza della forte verticalità denunciata nella facciata, si caratterizza per gli alti soffitti affrescati nelle sei sale del piano nobile e per i grandi camini. Il soffitto della stanza a sud-est è decorato da un affresco raffigurante la rappresentazione allegorica della Gelosia, inserita all'interno di una cornice rettangolare in stucco. Le stanze rivolte a nord sono decorate da affreschi che rappresentano, a partire dalla sala a nord-est, la Morte di Adone, Cibele, e l'allegoria dell'Abbondanza. Dell'affresco che decorava la sala di nord-ovest rimangono solo delle flebili tracce, mentre è andato completamente perduto l'affresco che doveva decorare la stanza a sud-ovest. Probabilmente il ciclo di affreschi nelle sale della villa era destinato a celebrare il ciclo delle stagioni e gli elementi naturali, e di conseguenza i frutti dell'agricoltura, fonte primaria di ricchezza della famiglia committente e del complesso della villa stessa.

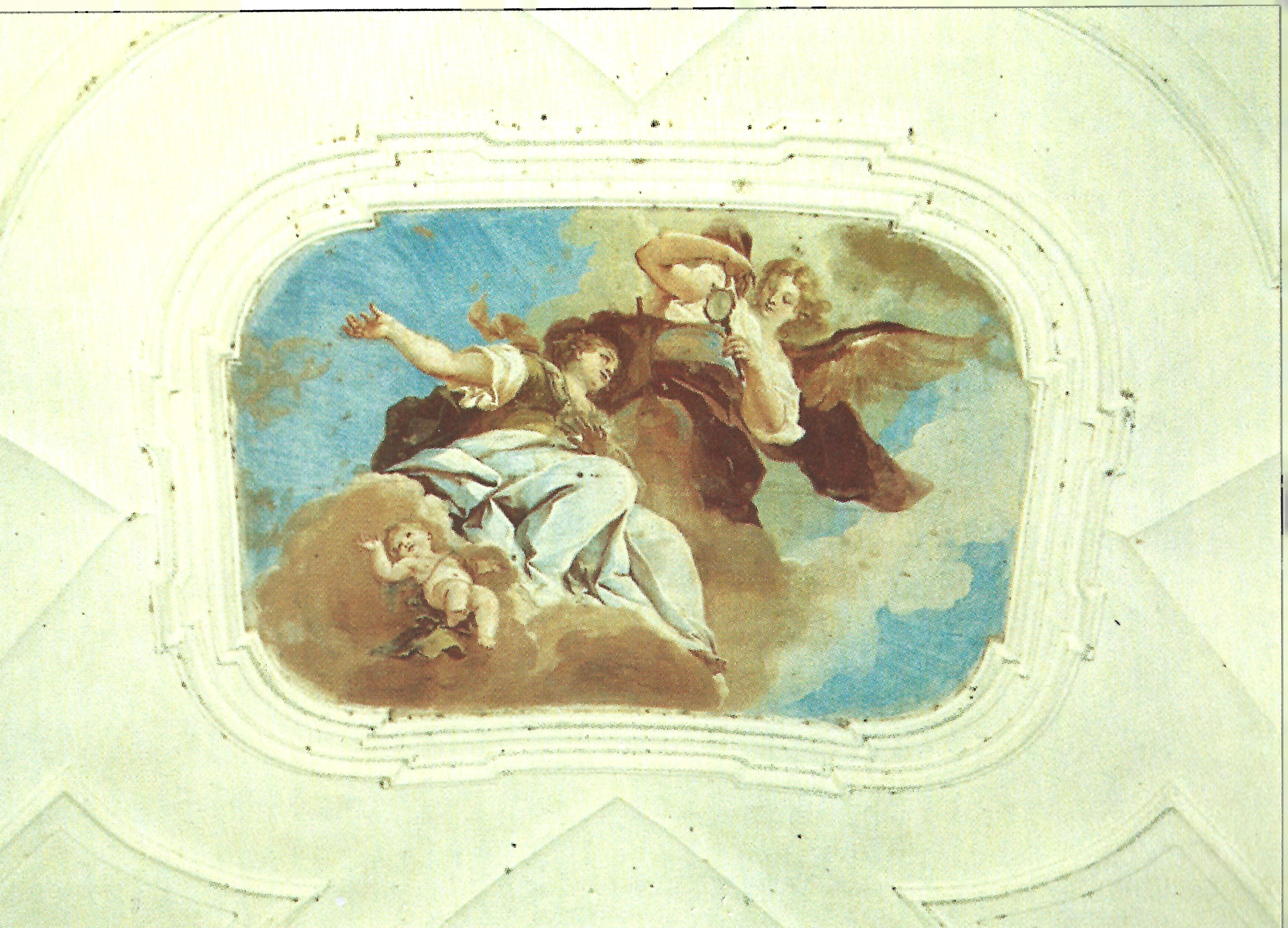
Foresteria della villa, soffitto, affresco attribuito a Costantino Pasqualotto.

Delle ammorsature sul lato destro dell'edificio, che denunciano l'incompiuta costruzione di un muro perpendicolare alla facciata della villa, spingono a sostenere la tesi, proposta per primo da Giulio Fasolo, secondo la quale l'edificio sarebbe incompiuto. Egli però non chiarisce quale dovesse essere la forma compiuta dell'edificio. Renato Cevese, riprendendo la tesi di Fasolo sull'incompiutezza dell'edificio, sostiene che la parte realizzata dovesse essere la parte laterale di un enorme complesso a U, e che quindi le morse costituissero l'inizio del settore centrale del complesso. Secondo Cevese, tale tesi sarebbe avvalorata dal fatto che la loggia esistente manca di un timpano sulla sommità, elemento che invece avrebbe contraddistinto il settore centrale, e quindi più importante, della grande villa incompiuta. Sempre sul fianco destro dell'edificio rimangono i resti di una struttura addossata alla villa in cui sono stati individuati elementi gotici, indizio evidente di una preesistenza all'edificio seicentesco, che Cevese riconosce come la barchessa cinquecentesca del vecchio corpo padronale.
La foresteria, situata sulla destra rispetto all'entrata principale della villa, è caratterizzata da una serliana a ordine tuscanico gigante, contraddistinta da una massiccia trabeazione e sormontata da un basso timpano triangolare con vasi acroteriali. La volta della loggia è decorato da un pregevole affresco attribuibile a Costantino Pasqualotto, mentre stucchi decorano le sommità delle porte. In particolare sopra la porta centrale è raffigurato lo stemma della famiglia Capra. Accanto si trova la cappella, dedicata a San Gaetano, il cui prospetto è decorato da tre statue di santi. L'interno presenta raffinati stucchi, un altare rococò e sulla volta un affresco attribuito al Pasqualotto raffigurante l'Apoteosi di Santa Teresa d'Avila. Vicino all'oratorio troviamo il grande portale che dava accesso alle cedraie, oggi distrutte, privo delle tre statue che decoravano il timpano, e che oggi vediamo deturpato da una tettoia fatiscente. Isolata sorge la torre colombara, di forma ottagonale con una balaustra e un lucernario sulla sommità. Una cornice a dentelli divide la torre: sopra di essa troviamo quattro finestre ovali, al di sotto quattro finestre rettangolari e quattro finestre ovali separate orizzontalmente da una fascia marcapiano. Di ampio e generoso respiro architettonico si configura la barchessa, contrassegnata dal rincorrersi di archi a tutto sesto impaginati in un elegante ordine di paraste ioniche.
Secondo Fasolo un tempo il giardino della villa era decorato da oltre cento statue, di cui oggi rimane, oltre a quelle già citate sulla facciata dell'oratorio e nella loggia, una statua raffigurante una divinità fluviale barbuta o un traghettatore posta su uno dei pilastri del cancello di ingresso alla corte.